# Gássabåtkkå
Gássabåtkkå är ett naturreservat i Arjeplogs kommun i Norrbottens län.
Området är naturskyddat sedan 2016 och är 0,5 kvadratkilometer stort. Reservatet omfattar större delen av berget Gássabåtkkå och består av gles urskogsartad barrblandskog med stort inslag av flerhundraåriga granar och tallar.